# La Ruby al paradís

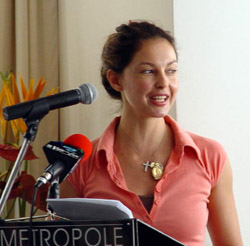
Ashley Judd

La Ruby al paradís (títol original: Ruby in Paradise) és una pel·lícula estatunidenca escrita, dirigida i editada per Victor Nuñez estrenada l'any 1993. Protagonitzada per Ashley Judd, Todd Field, Bentley Mitchum, Allison Dean i Dorothy Lyman. És un homenatge a l'obra L'abadia de Northanger de Jane Austen. Ha estat doblada al català.

## Argument
| «                        | Ho he fet minuciosament abans d'un altre treball més important, jo no treballo car. | » |
| — Ruby, Ruby in Paradise |                                                                                     |   |

Ruby (Judd) abandona Tennessee per anar a Panama City (Florida), a un camp d'estiu que ha visitat de nen. Arribada a la tardor, aconsegueix una feina en Chambers Beach Emporium, una botiga de records regentada per Mrs. Chambers (Lyman), malgrat el rebuig previ de la seva candidatura pel propietari. En el transcurs de l'any, porta un diari (del qual fa la narració durant el film) on filosofa sobre els esdeveniments.

## Repartiment
- Ashley Judd: Ruby Lee Gissing
- Todd Field: Mike McCaslin
- Bentley Mitchum: Ricky Chambers
- Allison Dean: Rochelle Bridges
- Dorothy Lyman: Mildred Chambers
- Betsy Douds: Debrah Ann
- Felicia Hernández: Persefina
- Sharon Lewis: home del temps a la TV
- Divya Satia: cantant indi

## Recepció
El film rep critiques positives. Roger Ebert el posa a la seva llista dels deu films de l'any.

## Premis i nominacions
El film guanya, juntament amb Públic Access, el Premi del Gran Jurat per un drama al Festival de Sundance el 1993. Judd assoleix un premi Independent Spirit com a millor actriu.
- 1993: Festival de Sundance: Millor Pel·lícula
- 1993: Cercle de Crítics de Nova York: Nominada a Millor actriu (Ashley Judd)
- 1993: Associació de Crítics de Chicago: Millor actriu revelació (Ashley Judd)